# María Teresa Ruiz
María Teresa Ruiz González (Santiago del Cile, 24 settembre 1946) è un'astronoma cilena, presidente dell'Accademia cilena delle scienze dal 2015, la prima donna a conseguire un dottorato in astrofisica all'Università di Princeton e la prima a ricevere il Premio nazionale per le scienze esatte del Cile nel 1997. Ha scoperto la nana bruna Kelu-1.

## Biografia
Nata a Santiago del Cile nel 1946, è stata la prima donna a studiare con successo l'astronomia all'Università del Cile, la prima scienziata a ricevere un dottorato in astrofisica all'Università di Princeton e la prima donna a ricevere il Premio nazionale per le scienze esatte. Ha inoltre ricevuto un post-dottorato presso l'Osservatorio di Trieste e ha lavorato per due anni all'UNAM, l'Istituto di Astronomia in Messico. Nel 1997, è stata la prima donna a ricevere il Premio nazionale cileno per la scienza.
Ha fatto ricerche a Trieste, in Messico e a New York, prima di ottenere una borsa di studio Guggenheim. 

## Scoperta di Kelu-1
Nel 1987 scoprì Kelu-1, una nana bruna binaria situata nella costellazione dell'Idra (ad una distanza di circa 61 anni luce dalla Terra), una delle prime nane brune di classe L non orbitanti intorno a stelle ad essere stata scoperta.
Confrontò lastre recenti con lastre fotografiche degli anni settanta ottenute mediante il telescopio 1-m ESO Schmidt Camera e fece ulteriori studi spettroscopici con il telescopio ESO 3,6m (tutti e due apparecchi appartenenti all'osservatorio di La Silla, nel Cile) su oggetti selezionati che avevano un elevato moto proprio. Questa ricerca denominata The Calán-ESO proper-motion survey, aveva come fine specifico quello di cercare un altro tipo di oggetto celeste: le nane bianche.
Nel mese di marzo 1997 il telescopio fu puntato verso un oggetto selezionato per il suo elevato moto proprio tramite il confronto di una lastra fotografica del 1979 e un'altra del 1993. L'oggetto, con una magnitudine apparente nella banda R del visibile di 19,5, si presentava molto debole rispetto alla sensibilità degli strumenti utilizzati, con picchi di radiazione spostati di molto verso l'infrarosso. Queste caratteristiche di bassissima luminosità e la sua specificità dello spettro suggerirono si trattasse di una nana bruna.
Nella pubblicazione Ruiz et al. (1997) dettero spiegazioni sul nome scelto: kelu indicava "rosso" nella lingua mapudungun, mentre il perché del numero 1 non fu chiarito nell'articolo. L'articolo di Ruiz et al. che annunciava la scoperta di Kelu-1 fu ricevuto il 5 settembre 1997 da Astrophysical Journal Letters, approvato per la pubblicazione il 16 settembre e pubblicato effettivamente il 6 novembre dello stesso anno.
Ruiz et al. pubblicarono nel 2001 il Calán-ESO Proper-Motion Catalog (CE Catalog), un catalogo che conteneva 542 stelle ad elevato moto, identificate mediante il confronto tra le lastre del telescopio ESO 1-m Schmidt, prese a intervalli di tempo che andavano dai 6,4 ai 16 anni. Inclusa nel catalogo con il numero 298, Kelu-1 venne conosciuta da allora anche con il nome alternativo di CE 298.

## Docenza
Da maggio 2016 è membro dell'Accademia delle scienze cilena e professore all'Università del Cile dove insegna astronomia. È anche membro del Centro de Astrofísica CATA (CATA Center for Astrophysics).

## Riconoscimenti
- Presidential Chair in Science, 1996
- Chancellor's Medal, Università del Cile, 1996
- Sciences National Award, 1997
- Premio Nacional de Ciencias Exactas, 1997
- Chancellor's Medal, Università del Cile, 1998
- Membro dell'Accademia delle scienze del Cile 1998 (eletta presidente nel 2015[8])
- Labarca Merit Award, 2000
- Member onorario  dell'American Astronomical Society dal 2005[9]
- L'Oréal-UNESCO Awards for Women in Science, 2017[10].
- BBC 100 Women Award, 2017[11]